# Benedict Kanakappally
Benedict Kanakappally OCD (* 23. Februar 1958 in Ezhupuanna) ist ein indischer Ordensgeistlicher, Historiker und Religionswissenschaftler.

## Leben
Er erwarb 1992 einen Doktortitel in Philosophie an der Katholischen Universität Leuven. Seit 1996 lehrte er an der Fakultät für Missionswissenschaft der Päpstlichen Universität Urbaniana in Rom, seit 2017 ist er dort ordentlicher Professor für Geschichte und Phänomenologie der Religion. Benedict Kanakappally war von 2009 bis 2015 Dekan der missionswissenschaftlichen Fakultät und von 2017 bis 2020 Vizerektor der Urbaniana. Er ist Mitglied des Päpstlichen Komitees für Geschichtswissenschaften.

## Schriften (Auswahl)
- Siddharta, il Buddha (= Buddhismo, Bd. 2). Ed. Studio Domenicano, Bologna 2000.
- Le nobili verità (=Buddhismo, Bd. 3). Ed. Studo Domenicano, Bologna 2001.
- La comunità buddhista – il Sangha (=Buddhismo, Bd. 4). Ed. Studio Domenicano, Bologna 2002.
- Il buddhismo dell’India (= Buddhismo, Bde. 5&6). Ed. Studio Domenicano Bologna 2003/2004.
- Phenomenology of Belief and the Possibility of Inter-faith Dialogue. A Study on Karl Jaspers’ Philosophy (= Missiologia, Bd. 6). Urbaniana University Press, Vatikanstadt 2008.